# 石角完爾
石角 完爾（いしずみ かんじ、1947年 - ）は、日本の国際弁護士。４人の子供の父親。保守派で改宗し、現在ウルトラオーソドックス派（ハバド・ルバヴィッチ）に所属する日系ユダヤ人。千代田国際経営法律事務所代表。ヨーロッパ（特に北欧）から見た文明評論・経営評論・教育評論を著述活動の形で行う評論家。北欧在住。

## 経歴・人物
京都府出身。1971年京都大学法学部を首席で卒業した。在学中は於保不二雄のゼミに所属し、4年時には国家公務員上級試験（現：国家I種試験）、司法試験に合格した。
通商産業省（現：経済産業省）を経て、ハーバード・ロースクール、ペンシルベニア大学ロースクールを卒業。米国証券取引委員会 General Counsel's Office Trainee、ニューヨークの法律事務所シャーマン・アンド・スターリングを経て、1981年に千代田国際経営法律事務所を開設。
2002年にアメリカの教育コンサルタントの公認資格を取得。イギリスおよびアメリカを中心に教育コンサルタントとして、世界中のボーディングスクールの調査・研究を行っている。

## 著書
- 「ビットコインは「金貨」になる 円崩壊に備える資産防衛策」2017年（朝日新聞出版）ISBN 4022514701
  - ≪台湾版≫「ユダヤ式Ｗｈｙ思考法」2016年（Businessweekly台湾）
- 「預金封鎖」2015年（きこ書房）ISBN 978-4877713362
- 「ファイナル・カウントダウン 円安で日本経済はクラッシュする」2015年（KADOKAWA/角川書店）ISBN 978-4041032756
- 「ユダヤに伝わる健康長寿のすごい知恵（最新医学でわかった聖書の真実）」2014年（マキノ出版）ISBN 978-4837672081
- 「ユダヤ式Ｗｈｙ思考法」2015年（日本能率協会マネジメントセンター）ISBN 978-4820719236
- 「アベノミクスが引き金になる 日本国債 暴落のシナリオ」2013年（中経出版）ISBN 978-4806147336
- 「ユダヤの「生き延びる智慧」に学べ」2013年（朝日新聞出版）ISBN 978-4023311626
- 「Japanese Government Bonds On Brink of Default（日本国債 暴落のシナリオ 英語版）」2012年（中経出版刊）ISBN 978-4806190097
- 「ユダヤ人の成功哲学「タルムード」金言集」2012年（集英社刊）ISBN 978-4087860115
- 「だから損する日本人」2011年（阪急コミュニケーションズ刊）ISBN 978-4484112299
- 「ファイナル・クラッシュ」2011年（朝日新聞出版刊）ISBN 978-4023309722
- 「日本国債 暴落のシナリオ」2011年（中経出版刊）ISBN 978-4806139096
- 「アメリカのスーパーエリート教育・全面改訂版」2010年（ジャパンタイムズ刊）ISBN 978-4789013000
- 「アメリカのスーパーエリート教育」2000年（ジャパンタイムズ刊）ISBN 978-4789010047
  - ≪韓国語版≫「アメリカのスーパーエリート教育」
- 「お金とユダヤ人」2010年（ソフトバンククリエイティブ刊） ISBN 978-4797355703
  - ≪韓国語版≫「お金とユダヤ人」
- 「日本人の知らないユダヤ人」2009年（小学館刊）ISBN 978-4093798068
- 「アメリカ流 真のエリートをはぐくむ教育力」2009年（PHP研究所刊）ISBN 978-4797355703
- 「ユダヤ人国際弁護士が教える天才頭脳のつくり方」2009年（朝日新聞出版刊）ISBN 978-4022504630
  - ≪中国語版≫「ユダヤ人国際弁護士が教える天才頭脳のつくり方」
- 「アメリカビザ取得の手引」1999年（ジャパンタイムズ刊）ISBN 978-4789009782
- 「Acquiring Japanese Companies」1991年 (The Japan Times / Basil Blackwell Inc.) ISBN 978-0631177166
- 「国際ビジネス契約入門」1990年（HBJ出版局）ISBN 978-4833730655
- 「国際企業買収ハンドブック」1987年（東洋経済新報社刊）ISBN 978-4492551295
- 「知の管理術」1987年（ビジネス・アスキー出版刊）ISBN 978-4893660268
- 「対米不動産投資」1987年（第一法規出版刊） ISBN 978-4474151710
- 「企業秘密／トレード・シークレット」1988年（同）ISBN 978-4474151727
- 「買収防衛／株買占対策」1988年（同）ISBN 978-4474151734
- 「国際税務」1989年（同）ISBN 978-4474151741
- 「製造物責任」1990年（同）ISBN 978-4474151758
- 「これならわかる実践M&A事典」（プレジデント社刊）
- 「会社合併実務の手引」（新日本法規出版）
- 「この弁護士に聞け」1997年（日経BP社）ISBN 978-4822240721
- 「ビジネス弁護士 2000」1999年（日経BP社）ISBN 978-4822241377
- 「Insider Trading Regulation: An Examination of Section 16(b) and a Proposal for Japan」(Fordham Law Review)
- 「アメリカン・ロイヤーの「勝つ論理」」1987年（アスペクトブックス）ISBN 978-4893660299

## TV・ラジオ出演
- フジテレビ 報道2001 1998.6.28放映
- 関西テレビ ホットジャーナル 2001.6.30放映（法の番人の素顔～司法の扉は開かれた～）
- BS11「トップに聞く！ 昭和の経営に学べ」2008.1.12放映
- 「Bestsellers Channel」2009.6.6 放送
- spectrumradio「石角完爾の世界ユダヤラジオ放送インタビュー番組」